# غريس غريغوري
غريس غريغوري (بالإنجليزية: Grace Gregory)‏ هي مصممة الإنتاج أمريكية، ولدت في 1910 في ميزوري في الولايات المتحدة، وتوفيت في 14 نوفمبر 1985 في لوس أنجلوس في الولايات المتحدة.

## وصلات خارجية
- غريس غريغوري على موقع IMDb (الإنجليزية)
- غريس غريغوري على موقع أول موفي (الإنجليزية)
- غريس غريغوري على موقع قاعدة بيانات الفيلم (الإنجليزية)